# Coluteocarpus vesicaria
Coluteocarpus vesicaria är en korsblommig växtart som först beskrevs av Carl von Linné, och fick sitt nu gällande namn av Jens Holmboe. Coluteocarpus vesicaria ingår i släktet Coluteocarpus, och familjen korsblommiga växter.

## Underarter
Arten delas in i följande underarter:
- C. v. boissieri
- C. v. vesicaria

## Bildgalleri

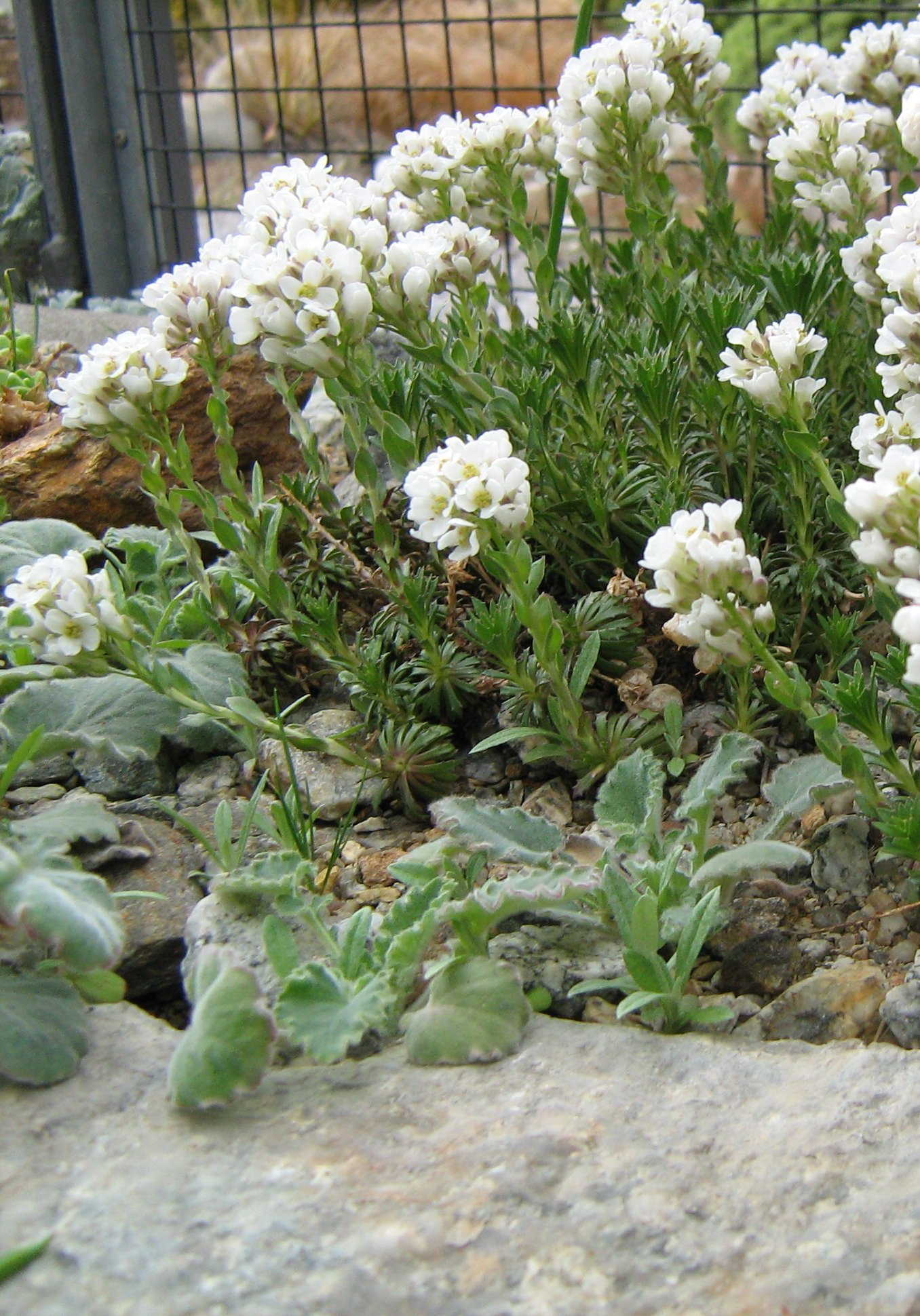